# 卡劳帕帕
卡劳帕帕（英語：Kalaupapa, Hawaii）是美国夏威夷州卡拉沃县的一个未建制社区，地处摩洛凯岛北岸卡劳帕帕半岛底部，历史上曾是麻风病人的定居点，现已设立卡劳帕帕国家历史公园。其附近因有世界上最高的海岸悬崖（高1097米-1188米）而闻名于世。